# Мессенкамп
Мессенкамп (нім. Messenkamp) — громада в Німеччині, розташована в землі Нижня Саксонія. Входить до складу району Шаумбург. Складова частина об'єднання громад Роденберг.
Площа — 6,78 км2. Населення становить 727 ос. (станом на 31 грудня 2021).

## Галерея

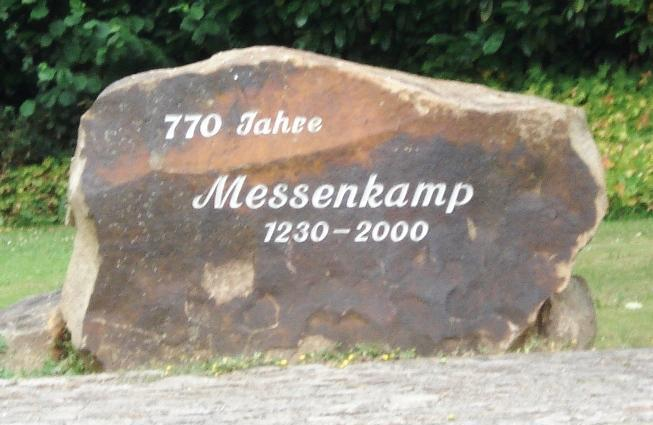
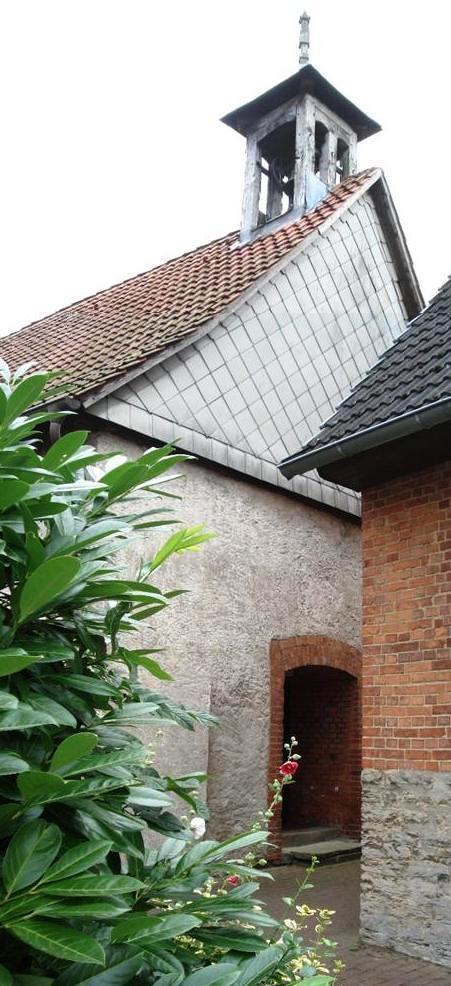
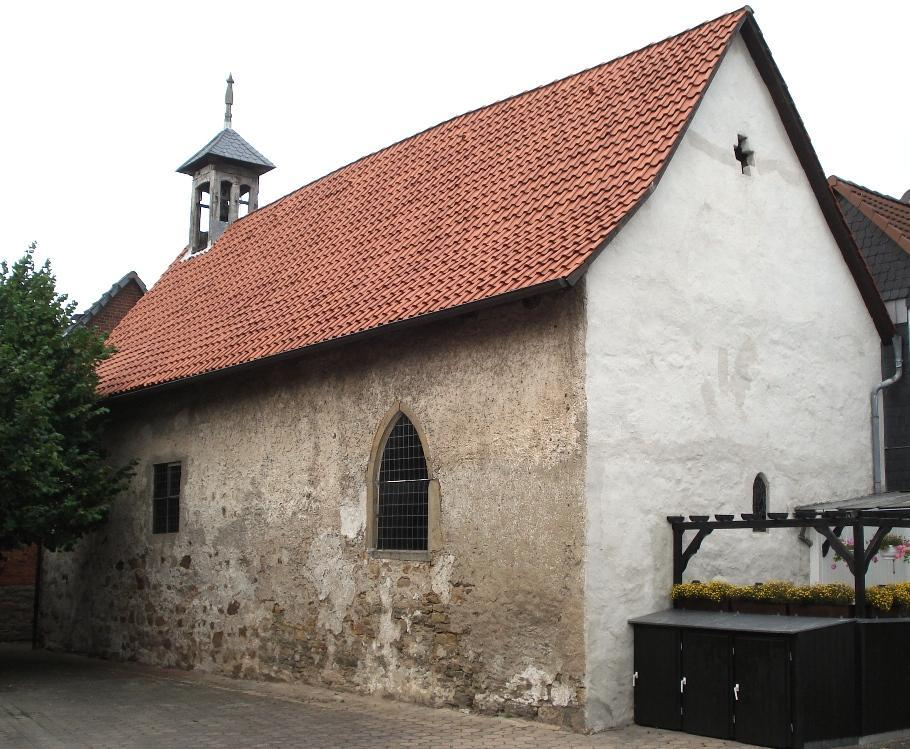
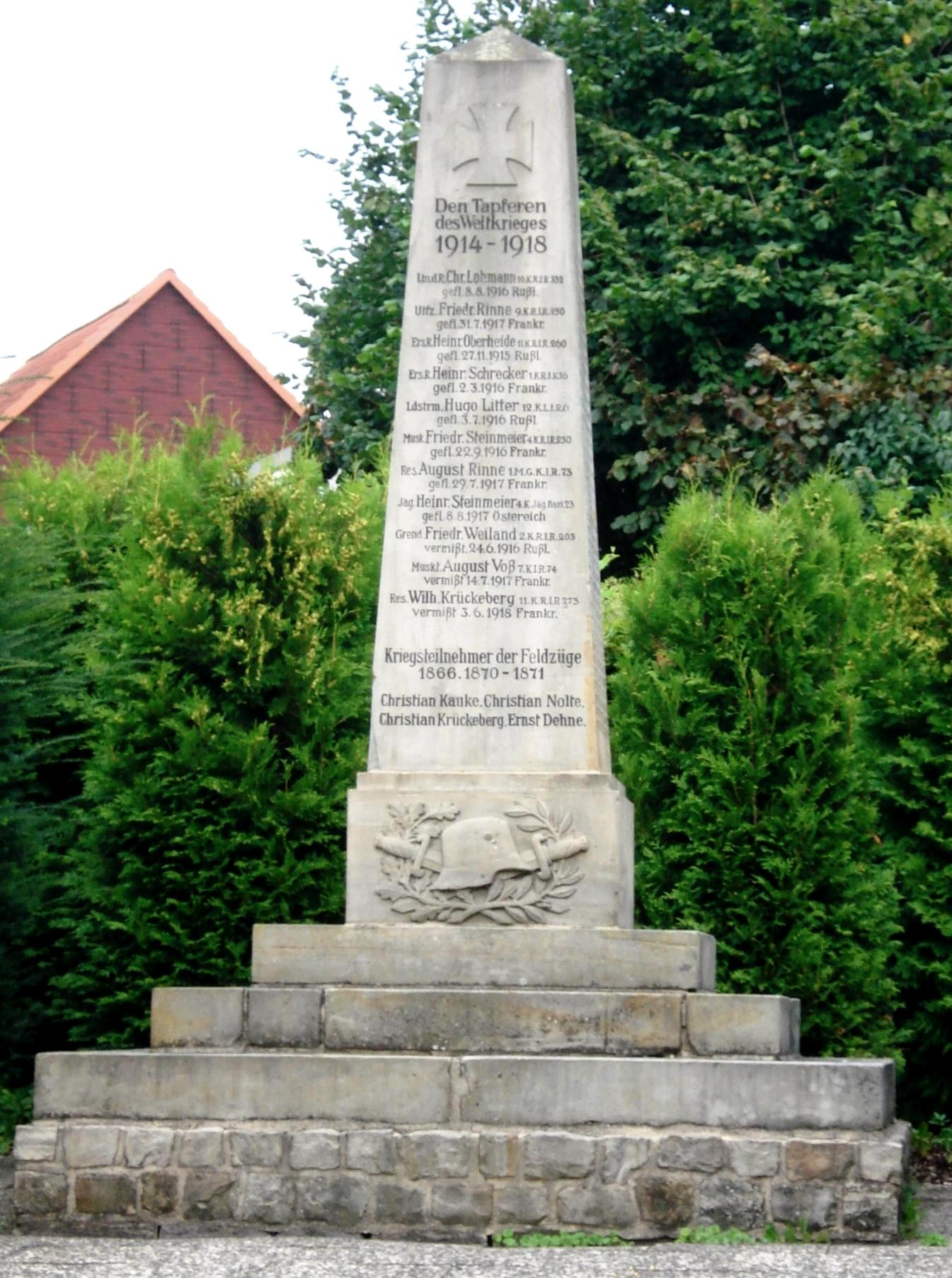